# Myiodola perrieri
Myiodola perrieri är en skalbaggsart som beskrevs av Leon Fairmaire 1900. Myiodola perrieri ingår i släktet Myiodola och familjen långhorningar.
Artens utbredningsområde är Madagaskar. Inga underarter finns listade i Catalogue of Life.